# Kamenar (Boergas)
Kamenar (Bulgaars: Каменар) is een dorp in de Bulgaarse gemeente Pomorie, oblast Boergas. Kamenar ligt hemelsbreed 16 km ten noordoosten van de provinciehoofdstad Boergas en 347 km ten oosten van Sofia.

## Bevolking
Op 31 december 2020 werden er 419 inwoners in het dorp Kamenar geregistreerd door het Nationaal Statistisch Instituut van Bulgarije, een stijging ten opzichte van 2011, maar een daling ten opzichte van het maximum van 752 inwoners in 1946.
|  |

In het dorp wonen nagenoeg uitsluitend etnische Bulgaren. In 2011 identificeerden 297 van de 324 respondenten zichzelf als etnische Bulgaren.
| Etnische samenstelling van de respondenten (2011) | Etnische samenstelling van de respondenten (2011) | Etnische samenstelling van de respondenten (2011) | Etnische samenstelling van de respondenten (2011) | Etnische samenstelling van de respondenten (2011) |
| ------------------------------------------------- | ------------------------------------------------- | ------------------------------------------------- | ------------------------------------------------- | ------------------------------------------------- |
|                                                   |                                                   |                                                   |                                                   |                                                   |
| Bulgaren                                          | Bulgaren                                          |                                                   | 91,5%                                             | 91,5%                                             |
| Turken                                            | Turken                                            |                                                   | 0,0%                                              | 0,0%                                              |
| Roma                                              | Roma                                              |                                                   | 0,0%                                              | 0,0%                                              |
| Anders/Onbekend                                   | Anders/Onbekend                                   |                                                   | 8,5%                                              | 8,5%                                              |